# 1987 في بوركينا فاسو
فيما يلي قوائم الأحداث التي وقعت خلال عام 1987 في بوركينا فاسو.

## سياسة

### تعيين في المنصب
- 15 أكتوبر – بليز كومباوري President of Burkina Faso [الإنجليزية]‏.

### انتهاء فترة المنصب
- 15 أكتوبر – توماس سانكارا President of Burkina Faso [الإنجليزية]‏.

## مواليد

### أبريل
- 21 أبريل – بريجوس ناكولما لاعب كرة قدم بوركينابي.

### مايو
- 10 مايو – بوبكر كيبي لاعب كرة قدم مالي.

### يوليو
- 17 يوليو – أحمد توريه لاعب كرة قدم بوركينابيّ.

## وفيات

### أكتوبر
- 15 أكتوبر – توماس سانكارا (مواليد 1949)